# Вадаљ
Вадаљ је насељено мјесто у Далмацији. Припада општини Примоштен, у Шибенско-книнској жупанији, Република Хрватска.

## Географија
Вадаљ се налази око 6 км источно од Примоштена.

## Историја
Насеље се до територијалне реорганизације у Хрватској налазило у некадашњој великој општини Шибеник.

## Становништво
Према попису становништва из 2011. године, насеље Вадаљ је имало 93 становника.
| Демографија | Демографија | Демографија |
| Година      | Становника  | Становника  |
| ----------- | ----------- | ----------- |
| 1971.       | 145         |             |
| 1981.       | 113         |             |
| 1991.       | 90          |             |
| 2001.       | 72          |             |
| 2011.       |             | 93          |